# Chrysoperla annae
Chrysoperla annae là một loài côn trùng trong họ Chrysopidae thuộc bộ Neuroptera. Loài này được Brooks miêu tả năm 1994.